# 스튜어트 파킨

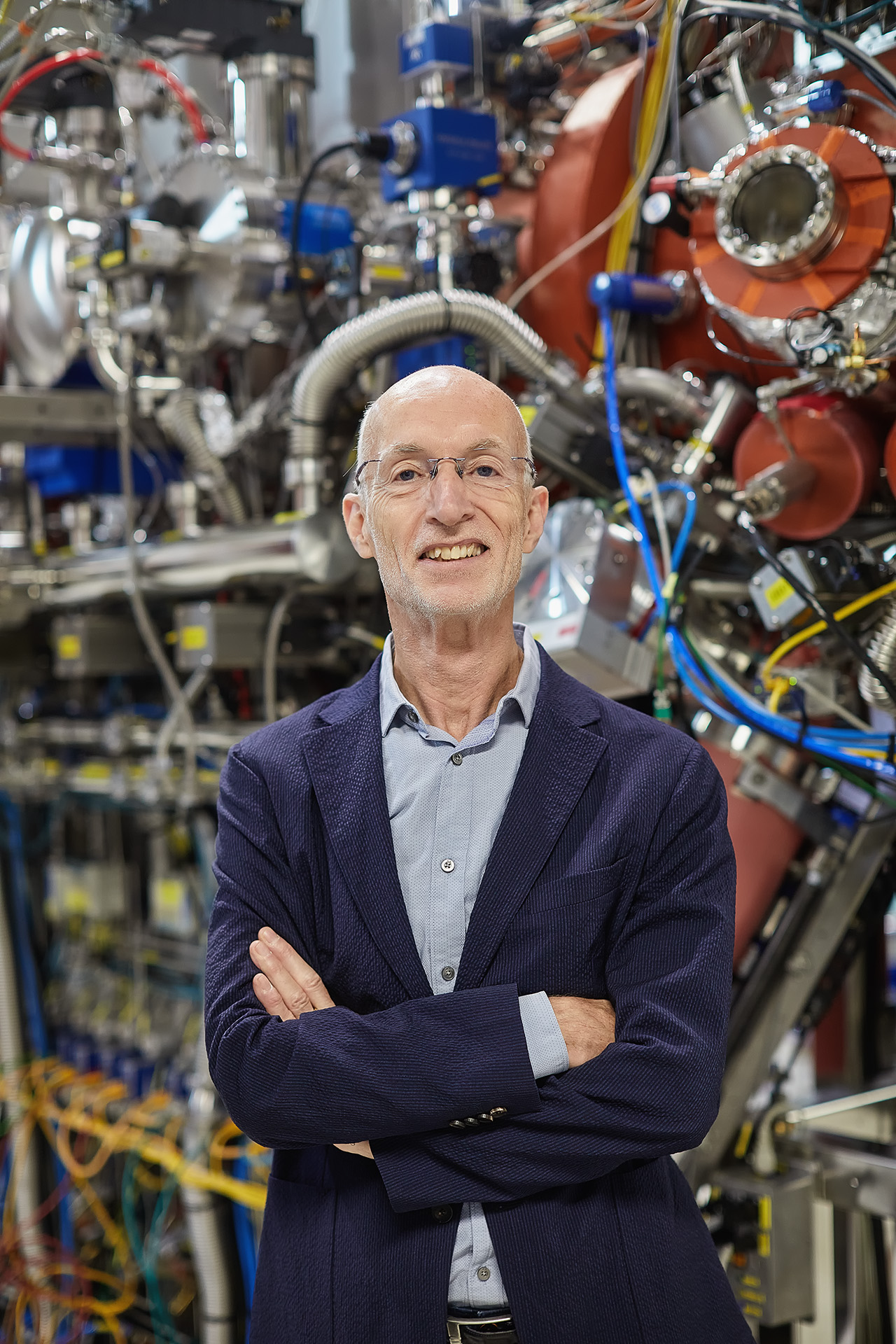
2023년 모습

스튜어트 파킨(Stuart Parkin, 본명: 스튜어트 스티븐 파프워스 파킨, Stuart Stephen Papworth Parkin, 1955년 12월 9일 ~ )은 실험물리학자이자 할레에 있는 막스 플랑크 미세구조 물리학 연구소의 전무 이사이자 마르틴 루터 할레비텐베르크 대학교 물리학 연구소의 알렉산더 폰 훔볼트 교수이다.
스핀트로닉스 재료의 과학 및 응용 분야의 선구자이며, 최근 컴퓨터 하드 디스크 드라이브의 데이터 밀도와 용량을 증가시키는 데 중요한 역할을 하는 박막 자기 구조의 거동을 발견했다. 이러한 발견으로 그는 2014년 밀레니엄 기술상을 수상했다.
현재 직책을 맡기 전에 파킨은 IBM 펠로이자 캘리포니아 산호세에 있는 IBM 알메이든 연구 센터의 자기전자공학 그룹 관리자였다. 또한 스탠퍼드 대학교 응용 물리학과의 컨설팅 교수이자 2004년에 설립된 IBM-스탠퍼드 스핀트로닉 과학 및 응용 센터의 이사였다.